# Gerrit Bekker
Gerrit Michalis Bekker (* 23. Oktober 1943 in Hamburg; † 21. Februar 2025) war ein deutscher Maler und Schriftsteller. 

## Leben
Gerrit Bekker war Sohn einer griechischen Mutter und eines deutschen Vaters. Er verbrachte seine Jugend teilweise mit seiner Mutter in Griechenland. 1960 kehrte er allein nach Hamburg zurück und trat eine kaufmännische Lehre an. 1962 siedelte er nach Rendsburg über. Von 1965 bis 1968 studierte er an der Muthesius-Fachhochschule in Kiel bei Gottfried Brockmann und Martin Domke. Er heiratete 1966. Im gleichen Jahr wurde seine Tochter geboren. 1970 ging er auf Wanderschaft. Von 1971 bis 1975 machte er ausgedehnte Segelreisen in schleswig-holsteinischen und skandinavischen Gewässern.
Seine Arbeit als Schriftsteller begann 1982 mit dem Gedichtband „Wachsflügels Furcht“. Das in diesem Band enthaltene Gedicht „dichter“ wurde in das 25. Jahrbuch der Lyrik mit den schönsten Gedichten aus 25 Jahren aufgenommen.
Noch im gleichen Jahr erhielt Gerrit Bekker den Hebbel-Preis der Friedrich-Hebbel-Stiftung. 1984 wurde er mit dem Förderpreis des Kunstpreises des Landes Schleswig-Holstein ausgezeichnet. Anerkennung für sein künstlerisches Schaffen erfuhr er in den 1980er und 1990er Jahren auch durch Arbeitsstipendien des Deutschen Literaturfonds sowie der Länder Berlin und Schleswig-Holstein.
Von 1985 bis 1986 war Gerrit Bekker writer in residence in New York. 1994 erhielt er für seinen Roman „Farbe der Schatten“ den Mara-Cassens-Preis, den höchstdotierten Literaturpreis für einen deutschen Romanerstling. Ab 1995 hatte er ein Atelier in Berlin. 1996 siedelte er von Rendsburg nach Lindewitt um. Er lebte abwechselnd in Lindewitt und Berlin.
2014 gründeten Freunde und Sammler Gerrit Bekkers die Gerrit-Bekker-Gesellschaft, um sein Werk dauerhaft der Öffentlichkeit und Forschung zugänglich zu machen.

## Publikationen
- Wachsflügels Furcht. Gedichte. – Düsseldorf: claassen Verlag 1982.
- Petersens Meerfahrt. Erzählung. – Düsseldorf: claasen Verlag 1982, Frankfurt a. M.: Fischer Taschenbuch Verlag 1985 und Hamburg: Die Hanse, 2002.
- Die Nacht nach Betti Hagen. Erzählungen. – Frankfurt a. M.: S. Fischer Verlag 1985.
- Farbe der Schatten. Roman. – Frankfurt a. M.: S. Fischer Verlag 1992.
- Leichte Beichte. Gedichte und Bilder. – Hamburg: Christians Verlag 1992.
- Edition 22 Galerie Lüth. Gedichte und Bilder. Schriften des Nordfriesischen Museums Ludwig-Nissen-Haus Nr. 58. – Hallebül-Schobul: Pictus-Verlag 2001.
- Κατάλογοσ, hrsg. v. Gerrit M. Bekker, Kunst- und Kulturkreis Rastede e. V., Gerd W. Ahrens. 2004.
- Mein Glück ist nicht von dieser Welt und auch von keiner andern. Die Gedichte – Kiel/Hamburg: Wachholtz Verlag 2023.
- Diverse Essays, Erzählungen und Gedichte in Zeitschriften und Anthologien

## Tonaufnahmen und TV-Arbeiten
- Tulismore Jeden, Lyrik-LP, Marleypress.
- Textbeiträge für die „Kanaloper“, Fernsehspiel, NDR 3, 1996.
- Textbeiträge für „Fünfzig Jahre Schleswig-Holstein“ NDR 3, 1997.

## Ausstellungen (Auswahl)
- 1962–1984 Galerie Despina Marnini, Athen
- 1982–1994 Kunsthandel Friedrich Könning
- 1983/99 Landesmuseum Schleswig-Holstein (Ankäufe)
- 1985 New York University, New York
- 1986 von Leesten Gallery, Long Island
- 1987 Museum für Hamburgische Geschichte
- 1988 Universität Mbabane, Mbabane Swaziland
- 1993 Soljanka Galerie Moskau
- 1996 Mizner-Park-Galerie, Berlin
- 1997 Galerie Frebel, Westerland, Sylt
- 1998 Galerie Schwarzbrot, Hamburg
- 1999 Zentralbibliothek Apenrade, Dänemark
- 1999 Galerie Kyra Maralt, Berlin
- 2001 Galerie Lüth, Husum
- 2004 Schloß Reinbek
- 2004 Palais Rastede
- 2009 KiC Remise, Rendsburg
- 2009 Galerie Elbchaussee, Hamburg
- 2012 Museum Fluxus+, Potsdam
- 2013 KiC, Rendsburg
- 2016 Galerie Hartwig, Berlin

## Kunst am Bau
- 1965–99 Diverse Projekte in Landschaftsgestaltung, Wand- und Deckenmalerei, Skulptur, Mosaiken und Glasfenster, u.a: Meereskundliches Institut, Kiel: Technologiezentrum, Flensburg; Gesamtschule, Melsdorf; Gesamtschule Hanerau-Hademarschen; Jugendzentrum, Rensburg; Hallenbad Rensburg; Badeanstalt, Elsdorf; Schule, Kirchbarkau; Bovenauer Gemeindezentrum; Osdorfer Kirche-Jugendzentrum, Hamburg; Krankenhaus Rendsburg; Krankenhaus Niebüll; Gesamtschule Hamburg-Norderstedt.[9]

## Ausstellungskataloge
- Christian Rathke: Kat. Gerrit M. Bekker, hrsg. vom Rendsburger Kultur-Kreis e. V., Rendsburg 1980.
- Bundesverband bildender Künstler, Landesverband Schleswig-Holstein (Hrsg.): Kat. 29. Landesschau 7. November 1982 – 2. Januar 1983, Nr. 19–21.
- Christian Rathke: Kat. Gerrit M. Bekker, Gemälde und Zeichnungen, hrsg. von der Deutschen Zentralbücherei Apenrade, 1986.
- Jörgen Bracker (Herausgeber für das Museum für Hamburgische Geschichte): Gerrit M. Bekker, Gemälde. Katalog zu einer Ausstellung im Museum für Hamburgische Geschichte vom 29. April bis zum 2. August 1987. Hamburg 1987.
- Gerrit M. Bekker und Galerie Kyra Maralt (Hrsg.): Gerrit M. Bekker. Malen und Schreiben in Berlin. – Berlin 1999.